# Spoorlijn Ruffec - Roumazières-Loubert
De spoorlijn Ruffec - Roumazières-Loubert was een Franse spoorlijn van Ruffec naar Roumazières-Loubert. De lijn was 44,3 km lang en heeft als lijnnummer 609 000.

## Geschiedenis
De lijn werd in geopend door de Compagnie du chemin de fer de Paris à Orléans op 9 oktober 1911.
Het personenvervoer werd opgeheven op 1 september 1938, goederenvervoer was er tot 6 augustus 1951, daarna is de volledige lijn opgebroken.

## Aansluitingen
In de volgende plaatsen is of was er een aansluiting op de volgende spoorlijnen:
Ruffec
RFN 570 000, spoorlijn tussen Paris-Austerlitz en Bordeaux-Saint-Jean
RFN 578 000, spoorlijn tussen Aiffres en Ruffec
Roumazières-Loubert
RFN 608 000, spoorlijn tussen Roumazières-Loubert en Le Vigeant
RFN 610 000, spoorlijn tussen Limoges-Bénédictins en Angoulême